# セルジオ・マルキオンネ
セルジオ・マルキオンネ（Sergio Marchionne, 1952年6月17日 - 2018年7月25日）は、イタリア系カナダ人の実業家。フィアット・クライスラー・オートモービルズ（FCA）・フェラーリ元最高経営責任者（CEO）。姓は日本のメディアでマルキオーネとも表記される。
2000年代にルカ・ディ・モンテゼーモロと共にフィアットの経営を立て直したことで広く認知されている。

## 経歴
アブルッツォ州キエーティで生まれる。幼少期にカナダに移住したため、イタリアとカナダの二重国籍を保有する。
トロント大学卒業後に経営学修士および法律学士を取得するためにウインザー大学とヨーク大学オズグッド・ホール・ロースクールで学び、1983年にデロイト&トウシュの公認会計士・税理士としてキャリアをスタートさせた。その後、数社を渡り歩き、2006年までの間にスイス・バーゼルの化学・バイオ企業ロンザグループの社長兼CEO、同社会長、ジュネーヴの検査・審査登録機関SGSの社長兼CEO、同社会長などを歴任する。
フィアットには2003年5月に取締役として入社し、2004年6月に現職に就任した。2006年1月には欧州自動車工業会（ACEA）会長に選出されている。この他、SGS SAおよびUBSの取締役も務めている。
2009年6月10日、経営破たんしたクライスラーの再建手続き終了に伴い、同社のCEOに就任した。
2014年9月にはフェラーリの会長に就任。モンテゼーモロの突然の退任は、フェラーリの脱イタリアを目指すマルキオンネとの対立があったと言われている。
マルキオンネは2017年1月のデトロイトモーターショーで2019年序盤に引退する意向を示唆していた。しかし2018年7月21日、マルキオンネの健康状態が急速に悪化し職務に復帰することが不可能となったため、FCAとフェラーリはそれぞれ声明を発出、マルキオンネのCEO退任を発表した。FCAについてはジープブランドを担当していたマイク・マンリーがCEOに就任することも併せて発表された。一方、フェラーリはFCAの会長を務めるジョン・エルカーンが会長に、元フィリップモリス会長のルイス・カミッレーリがCEOに就任した。
退任発表から4日後の7月25日、塞栓症により昏睡状態に至り死去。66歳没。深刻な病状からがん再発が疑われていた。

## 人物像
- 2007年11月3日、マルキオンネは愛車のフェラーリ・599GTBフィオラノに乗ってスイスの高速道路を走行中に衝突事故を起こしたが、幸いにもこの事故によるケガ人はいなかった。
- マルキオンネのトレードマークともいえるニットはヒューゴ・ボス製である。

店頭ではなくネットでまとめ買いをしており、ドナルド・トランプ、イタリア首相などの要人との会談やモーターショー等の重要なイベントにおいてもほぼ毎回ニットを着用して出席する。その理由を「けっしてパフォーマンスではない。セーターを着るのは、自分が楽だからだ。ネクタイ姿の人間を見るとどう我慢すれば良いのか考えてしまう。」とコメントしている。
- 整髪を常にせず髪をボサボサにしており、その理由を「クシを使わないからだ」とコメントしている[11]。